# Johannes Nicaise
Johannes Nicaise, né le 24 février 1981, est un mathématicien belge spécialiste de la géométrie algébrique et de l'arithmétique.
Il travaille entre autres sur les fonctions zêta et l'intégration motivique. Il est à l'origine d'une preuve partielle de la conjecture de monodromie motivique de Jan Denef et François Loeser.

## Récompenses
- Prix Ferran Sunyer i Balaguer (2017)
- ERC Starting Grant MOTZETA, financé par la commission européenne[1],[2]

## Livres
- (en) avec Raf Cluckers et Julien Sebag, Motivic Integration and its Interactions with Model Theory and Non-Archimedean Geometry, vol. 1 et 2, Cambridge University Press, coll. « London Mathematical Society Lecture Notes », 2011 (ISBN 978-0521149761)
- (en) avec Antoine Chambert-Loir et Julien Sebag, Motivic Integration, vol. 325, Birkhäuser, coll. « Progress in Mathematics », 2018 (ISBN 978-1-4939-7885-4)Prix Ferran Sunyer i Balaguer 2017

## Travaux
- Google Scholar
- Avec Antoine Chambert-Loir et Julien Sebag : Motivic Integration, coll. « Progress in Mathematics », Birkhäuser, 2014
- Avec Julien Sebag : « Motivic Serre invariants, ramication, and the analytic Milnor fiber », Invent. Math. vol. 168, 2007, p. 133-173, arXiv:math/0703217
- Avec Julien Sebag : « Motivic Serre Invariants of Curves », Manuscripta Math., vol. 128, 2007, p. 105-182
- (nl) « Pierre Deligne en de yoga van de gewichten »[3]